# Guri KDB Life Winnus
O Guri KDB Life Winnus é um clube profissional de basquetebol sul-coreano sediado em Guri, Coreia do Sul. A equipe disputa a Women's Korean Basketball League.

## História
Foi fundado em 2000.

## Títulos

### Domésticos

#### Women's Korean Basketball League
- WKBL

Vitórias (1): 2004 (inverno)
Vice (1): 2011
- WKBL Temporada regular

Vice (2): 2005 (inverno), 2011–12